# Chunati Wildlife Sanctuary
Das Chunati Wildlife Sanctuary ist ein Naturschutzgebiet in den Chittagong Hill Tracts, Division Chittagong im Südosten von Bangladesch. Bei seiner Gründung im Jahr 1986 war es eines der ersten Naturschutzgebiete in Bangladesch. Ungeachtet der gesetzlichen Bestimmungen wurde der Baumbestand nach der Ausweisung als Schutzgebiet fast völlig abgeholzt, dabei wirkten lokale Unternehmer und korrupte Beamte der Forstverwaltung zusammen. Hinzu kam die durch die große Armut bedingte Besiedelung des Schutzgebiets durch Menschen, die Umwandlung von Flächen in Acker- und Weideland und die Entfernung von Ressourcen wie Bau- und Feuerholz.
Seit 2004 wird das Chunati Wildlife Sanctuary vom Landwirtschaftsministerium und der lokalen Bevölkerung gemeinsam verwaltet. Es bestand die Hoffnung, durch das Einbinden der Bewohner und Anwohner des Schutzgebiets die zerstörerische illegale Nutzung zu beenden und eine nachhaltige Nutzung unter Berücksichtigung des Schutzbedarfs der natürlichen Ressourcen zu fördern. Ob das Projekt gelungen ist, kann nicht entschieden werden. Während seine Träger das bejahen gibt es massive Kritik aus der Öffentlichkeit, mit der die umfangreiche Umweltzerstörung auch im Chunati Wildlife Sanctuary beklagt wird. Wegen der seit 1990 zu verzeichnenden dramatischen Verluste an Biodiversität und dem Anpflanzen von exotischen Bäumen und landwirtschaftlichen Nutzpflanzen gelten Flora und Fauna unter Fachleuten als nicht mehr schutzwürdig. Für den Schutz des in Bangladesch vom Aussterben bedrohten Indischen Elefanten ist das Chunati Wildlife Sanctuary ein wichtiger Korridor, der von wandernden Gruppen von Elefanten genutzt wird.

## Geschichte
Das Gebiet des heutigen Chunati Wildlife Sanctuary ist bereits vor mehreren Generationen von der Kolonialverwaltung Britisch-Indiens als Chunati and Jaldi Forest Range unter Naturschutz gestellt worden. Seither hatte es den Status eines Reserve Forest, der eine wirtschaftliche Nutzung erlaubte. Die Forstwirtschaft wurde in der Weise betrieben, dass die natürliche Vegetation gerodet und verbrannt wurde, um Raum für die Anpflanzung des Teakbaums zu gewinnen. Dessen Blattwurf verhindert das Aufkommen von Unterholz und Futter für eine herbivore Fauna, und seine Früchte sind für Vögel als Nahrung ungeeignet. Ebenfalls angepflanzte exotische Baumarten wie Acacia auriculiformis, Acacia mangium und Roter Eukalyptus (Eucalyptus camaldulensis) sind unter dem Aspekt des Naturschutzes ebenfalls ungeeignet. Darüber hinaus wurde Land an Bauern zur landwirtschaftlichen Nutzung übereignet, deren Familien sind bis heute rechtmäßige Besitzer des zugewiesenen Lands. Am 18. März 1986 wurde das Chunati Wildlife Sanctuary durch einen Erlass des Landwirtschaftsministeriums als Naturschutzgebiet eingerichtet und damit den Schutzbestimmungen des Naturschutzgesetzes von 1974 unterworfen. Seither sind alle Tiere und Pflanzen im Chunati Wildlife Sanctuary geschützt und die forstwirtschaftliche Nutzung untersagt. Bis 2017 wurden in Bangladesch insgesamt 49 Nationalparks ausgewiesen, von denen 17 durch das Landwirtschaftsministerium und die lokale Bevölkerung gemeinsam verwaltet werden.
Ungeachtet des Schutzstatus wurde das Gebiet des Chunati Wildlife Sanctuary weiter massiv beeinträchtigt. Kurz vor der Unterschutzstellung war der Wald des Chunati Wildlife Sanctuary undurchdringlich mit einem geschlossenen Kronendach und dichtem Unterholz. Er wurde von Elefanten und zahlreichen anderen Tieren besiedelt und die Bewohner der Umgebung mieden den Wald. Innerhalb der Grenzen des Schutzgebiets lebten nur wenige Siedler, die schon vor Jahrzehnten Besitztitel erworben hatten. Im Zusammenwirken örtlicher Unternehmer und anderer wohlhabender Bewohner der Region mit korrupten Beamten der Forstverwaltung wurde der überwiegende Teil des Waldes binnen kurzer Zeit gerodet und in landwirtschaftliche Nutzflächen oder Brachland umgewandelt.
Der rasche Bevölkerungszuwachs in ganz Bangladesch und die extreme Armut der Landbevölkerung führten zu einer starken Übernutzung der Flächen des Schutzgebiets oder zu ihrem Verlust für den Naturschutz durch Brandrodung und Umwandlung in Acker- oder Weideland, Abholzung zur Verwendung als Bau- oder Brennholz, Nutzung als Industriestandort oder Übersiedelung. All dies wurde durch eine zentralisierte Staatsgewalt, deren Schwäche bei der Durchsetzung der Naturschutzbestimmungen und die mangelnde Einbindung örtlicher Gemeinschaften begünstigt. Bis 2010 waren in ganz Bangladesch 90 Prozent der ursprünglichen Waldfläche verloren, bei einem andauernden jährlichen Verlust von einem Prozent. Demgegenüber waren nur 1,4 Prozent der Fläche des Staates als Naturschutzgebiete ausgewiesen, einer der weltweit niedrigsten Anteile an geschütztem Regenwald. Im Chunati Wildlife Sanctuary wurden große Teile der ursprünglichen immergrünen Walds durch Reisfelder, Anbauflächen für Betelpfeffer, rasch wachsende Zweiflügelfruchtbäume und Bambus, Flächen für die Lufttrocknung von Lehmziegeln oder Siedlungsgebiete ersetzt.
Im Jahr 2006 ergab die Auswertung von Luftbildaufnahmen, dass im Chunati Wildlife Sanctuary fast der gesamte Wald verloren ist:
| Landnutzung                      | Fläche (in Hektar) | Prozent |
| -------------------------------- | ------------------ | ------- |
| Wald, einschließlich Plantagen   | 93,98 ha           | 1,21 %  |
| Gras, einschließlich Bambusanbau | 714,30 ha          | 9,20 %  |
| Gras und Strauchvegetation       | 2367,67 ha         | 30,50 % |
| Ödland                           | 3823,62 ha         | 49,25 % |
| Wasserflächen                    | 763,45 ha          | 9,83 %  |

Am Beginn des 21. Jahrhunderts wurden umfangreiche Rekultivierungsmaßnahmen durchgeführt, zu denen zwischen 2002 und 2011 die Anpflanzung von Bäumen auf einer Fläche von etwa 2000 Hektar gehörte. Dabei wurden von der Forstverwaltung nur zur Hälfte einheimische Bäume und zur Hälfte die naturschutzfachlich als wertlos zu beurteilende Acacia auriculiformis gepflanzt. Das wurde damit begründet, dass die Beamten ihren Vorgesetzten im Ministerium mit Hilfe der schnellwüchsigen Akazie rasche Fortschritte nachweisen konnten. Eine Konsequenz ist der Verlust der mit Akazien bepflanzten Flächen für den Zweck des Wildtier-Schutzes, da die Bäume keine Früchte oder Sprossen für die Elefanten und andere Pflanzenfresser liefern.

## Geologie, Geografie und Klima
Das Chunati Wildlife Sanctuary liegt etwa 70 Kilometer südlich von Chittagong in den Chittagong Hill Tracts. Teile des Schutzgebiets befinden sich innerhalb der Grenzen dreier Upazilas: Lohagara und Bashkhali im Distrikt Chittagong und Chakoria im Distrikt Cox’s Bazar. Innerhalb des Chunati Wildlife Sanctuary befinden sich wiederum sieben Unions (die kleinsten Verwaltungseinheiten im ländlichen Bangladesch): Chunati, Adhunagar, Herbang, Puichari, Banshkhali, Borohatia und Toitong. Im Norden, Süden und Südosten grenzt das Schutzgebiet an Waldgebiete mit einem niedrigeren Schutzstatus.
Das Chunati Wildlife Sanctuary befindet sich auf Sedimentgestein des Pleistozän, Pliozän und Miozän, das mit neutralem bis leicht saurem Lehmboden bedeckt ist. Das Geländeprofil ist hügelig bis bergig und von Gräben mit flachen bis steilen Rändern durchzogen. Das Schutzgebiet liegt auf 30 bis 60 Meter Höhe über dem Meeresspiegel. Das ganze Gebiet ist von zahlreichen Bächen durchzogen, die klares Wasser führen und durch Kies- oder Felsbetten führen. Sie bieten eine gute Entwässerung nach Niederschlägen und dienen dem Wild als Tränke und zahlreichen Arten von Fischen und Amphibien als Lebensräume. Den Menschen liefern sie Trink- und Brauchwasser und den ansässigen Bauern dienen sie zur Bewässerung der Felder. Die entwaldeten Bereiche, einschließlich der Felder, unterliegen in der Regenzeit einer starken Erosion.
Das Schutzgebiet liegt im tropischen Regenwald, mit einer Durchschnittstemperatur von mehr als 22 °C über das ganze Jahr, von einem Minimum von 14 °C im Januar bis 32 °C im Mai. Der jährliche Niederschlag liegt bei etwa 3000 Millimeter, mit einem Maximum während des Monsun zwischen Juni und September.

## Flora und Fauna

### Flora
Die ursprüngliche Vegetation bestand überwiegend aus verschiedenen Arten von Zweiflügelfruchtbäumen (Dipterocarpus spp.). Mit ihnen vergesellschaftete Bäume waren zahlreiche Arten von Mangos (Mangifera spp.), Brotfruchtbäumen (Artocarpus spp.), Spindelbaumgewächsen (Lophopetalum spp.), Wollbaumgewächsen (Bombax spp.), Myrtengewächsen (Syzygium spp.) und Mimosengewächsen (Albizia spp.). Die übrige Vegetation beinhaltete eine Vielzahl verschiedener Arten von Sträuchern und Gräsern, darunter Bambus.
Im Rahmen der Zerstörung des ursprünglichen immergrünen Regenwalds sind bereits einige Baumarten aus dem Chunati Wildlife Sanctuary ganz verschwunden. Damit verlor das Schutzgebiet jeweils ein Stück seines Werts als Träger der Biodiversität. 2005 wurde eine Begutachtung des ökologischen Werts der verbliebenen Flora und Fauna durchgeführt. Sie kam zu dem entmutigenden Ergebnis, dass keine ökologisch wertvolle Flora mehr vorhanden war. Dessen ungeachtet hat das Chunati Wildlife Sanctuary weiter eine große Bedeutung. Eine 2014 durchgeführte Inventarisierung konnte für das Chunati Wildlife Sanctuary 691 Arten von Pflanzen nachweisen, darunter 240 Baumarten, was auf einen Erfolg der Schutzmaßnahmen hindeutet.

### Fauna
Der Flächenverlust innerhalb der Grenzen des Chunati Wildlife Sanctuary wirkt sich auch auf die Fauna aus. Betroffen sind in erster Linie Arten, die obligatorisch auf das Zusammenleben mit den verschwundenen Baumarten angewiesen sind. Ebenfalls von Bedeutung ist die Nutzung von Waldflächen als Weideland, weil das als Deckung und Nahrung für Wildtiere notwendige Unterholz geschädigt oder entfernt wird. Schließlich ist die Wilderei ein ungelöstes Problem. Innerhalb des Schutzgebiets lebende Menschen nutzen die natürlichen Ressourcen und betreiben Fischfang und Jagd auf Haar- und Federwild oder sie sammeln Gelege der Vögel für den eigenen Konsum. Da Elefanten, Hirsche und Wildschweine massive Schäden in den Anbauflächen für Reis und andere Pflanzen verursachen werden sie gelegentlich von den Bauern verletzt oder getötet. Außerhalb des Schutzgebiets lebende wohlhabende Personen kommen unter Missachtung der Schutzbestimmungen zur Jagd in das Chunati Wildlife Sanctuary.
Anfang der 1990er Jahre wurden noch 178 Arten von Landwirbeltieren nachgewiesen, davon 27 Säugetiere und 137 Vogelarten. Die Population des Westlichen Weißbrauengibbons im Chunati Wildlife Sanctuary war die zweitgrößte von ganz Bangladesch. 1997 wurden nur noch 57 Arten von Landwirbeltieren nachgewiesen, und bis 2003 sank die Zahl der Gibbons um mehr als 90 Prozent. Wie die verbliebene Flora wurde auch die Fauna des Schutzgebiets nicht mehr als erhaltenswert betrachtet. Ausgenommen war der Wert des Schutzgebiets als Korridor für durchwandernde indische Elefanten, für deren Bedürfnisse es ebenfalls nur eingeschränkt geeignet war. Hier spielten die fehlenden Futterpflanzen und der Mangel an dichtem Wald als Rückzugsraum eine bedeutende Rolle. Eine umfangreiche Bestandsaufnahme aus dem Jahr 2014 ergab deutlich höhere Zahlen. Demnach lebten im Chunati Wildlife Sanctuary 40 Arten von Säugetieren, 252 Vogelarten, 54 Reptilien, 26 Amphibien und 110 Arten von Wirbellosen. Da frühere Untersuchungen abweichende Methoden zur Bestimmung des Artenreichtums verwendeten lässt sich mit den hohen Zahlen von 2014 keine Entwicklung belegen.
Eine 1997 erstellte Faunenliste beinhaltet folgende Arten:
Säugetiere
- Indischer Elefant
- Westlicher Weißbrauengibbon
- Rhesusaffe
- Südlicher Schweinsaffe
- Phayre-Brillenlangur
- Kappenlangur
- Goldschakal
- Fischotter
- Schweinsdachs[11]
- Kleiner Mungo
- Krabbenmanguste
- Sambar
- Indischer Muntjak
- Wildschwein
- Orangebauch-Himalayahörnchen
- Irawadi-Hörnchen
- Sri-Lanka-Riesenhörnchen
- Vorderindisches Schuppentier
- Indischer Falscher Vampir
- Indischer Riesenflughund
- Indische Zwergfledermaus

Vögel
- Brahmanenmilan
- Haubenschlangenadler
- Eisvogel
- Braunliest
- Palmensegler
- Paddyreiher
- Kuhreiher
- Seidenreiher
- Anthracoceros malabaricus
- Psilopogon haemacephalus
- Psilopogon lineatus
- Graukappen-Glanztaube
- Felsentaube
- Perlhalstaube
- Weinrote Halsringtaube
- Keilschwanz-Grüntaube
- Dickschnabelkrähe
- Wanderbaumelster
- Hierococcyx varius
- Blassschnabel-Mistelfresser
- Scharlachmistelfresser
- Trauerdrongo
- Bronzedrongo
- Flaggendrongo
- Spateldrongo
- Rauchschwalbe
- Garteniora
- Goldstirn-Blattvogel
- Braunkopfspint
- Smaragdspint
- Schwarzgenickschnäpper
- Australspornpieper
- Dajaldrossel
- Rotstirn-Schneidervogel
- Weißkehl-Spinnenjäger
- Ceylonnektarvogel
- Schwarzkopfpirol
- Bankivahuhn
- Kalifasan
- Rotohrspecht
- Orangespecht
- Frühlingspapageichen
- Bartsittich
- Rosenkopfsittich
- Rotsteißbülbül
- Rotohrbülbül
- Weißbrust-Kielralle
- Uhu
- Schleiereule
- Dschungelmaina
- Hirtenmaina
- Beo
- Elsterstar
- Ganges-Brillenvogel

Reptilien
- Amboina-Scharnierschildkröte
- Indische Klappen-Weichschildkröte
- Goldschlange
- Rothals-Wassernatter
- Tokeh
- Eutropis carinata
- Bengalenwaran

Amphibien
- Schwarznarbenkröte
- Euphlyctis cyanophlyctis
- Hoplobatrachus litoralis[12]

### Elefantenschutz
Der Indische Elefant hatte ursprünglich in Bangladesch eine weite Verbreitung. Noch vor wenigen Jahrzehnten wurde die Zahl der Tiere im Land auf mehr als 500 geschätzt. Der Habitatverlust und die Wilderei führten zu einem starken Bestandsrückgang. Zur Jahrhundertwende wurde die Zahl der Elefanten in Bangladesch nur noch auf 195 bis 240 geschätzt, die fast ausschließlich in den Regenwäldern des Distrikts Chittagong und der Chittagong Hill Tracts leben. Einige Herden wandern von den angrenzenden Landesteilen Indiens und Myanmars nach Bangladesch und zurück. Ohne diese wandernden Elefanten wird die Zahl der in und um das Chunati Wildlife Sanctuary lebenden Elefanten auf 21 bis 40 geschätzt. Der Indische Elefant wird von der IUCN als gefährdet (Endangered) eingestuft, die kleine Population in Bangladesh gilt als stark gefährdet (Critically Endangered).
Von entscheidender Bedeutung für die Nutzung des Schutzgebiets durch Elefanten ist die Verfügbarkeit von Futterpflanzen. Im Chunati Wildlife Sanctuary wurden die folgenden geeigneten Futterpflanzen vorgefunden, bei denen es sich teilweise um exotische Pflanzen und teilweise um Nutzpflanzen handelt:
- Bambusa spp. (die ganze Pflanze)
- Melocanna baccifera (die ganze Pflanze)
- Syzygium (Rinde)
- Artocarpus chaplasha (Früchte)
- Artocarpus lacucha (Früchte)
- Jackfruchtbaum (Früchte)
- Mango (Früchte, sofern erreichbar)
- Teakbaum (Rinde)
- Kokospalme (Blätter)
- Bananen (alles außer den Wurzeln)
- Garten-Rettich (alle Teile)
- Blumenkohl (alle Teile)
- Weißkohl (alle Teile)
- Echte Guave (junge Blätter, Früchte)
- Augenbohne (junge Blätter, Stängel, Samen)
- Aubergine (Früchte, Blätter)
- Bittermelone (Früchte, Blätter)
- Indische Jujube (Früchte, Blätter)
- Papaya (Früchte)
- Wasserspinat (Stängel, Blätter)
- Reis (Blätter, Früchte)
- Weizen (Blätter, Stängel)
- Zuckerrohr (Blätter, Sprossen)
- Silberhaargras (Sprossen, Blätter)
- Cyperus difformis (ganze Pflanze)
- Feigen (Früchte)
- Thysanolaena latifolia (ganze Pflanze)
- Purpur-Yams (Dioscorea alata, wenn erreichbar)
- Yams (verschiedene Arten, Blätter und Früchte)
- Ananas (alle Teile)
- Pampelmuse (Früchte)

Die Nutzung großer Teile des Chunati Wildlife Sanctuary als landwirtschaftliche Nutzfläche, mit attraktivem Nahrungsangebot für die Elefanten, und Begegnungen zwischen Elefanten und den im Schutzgebiet lebenden Menschen, bei denen gelegentlich Menschen verletzt oder getötet wurden, führten zu einer verringerten Akzeptanz des Schutzgebiets in der Bevölkerung. Bei einer 2006 veröffentlichten Umfrage unter der Bevölkerung befürworteten 49 Prozent der Befragten den Schutz der Elefanten, während sich 35 Prozent dagegen aussprachen.

## Einbeziehen der Bevölkerung
Seit 1979 werden in Bangladesch unter der Leitung des Landwirtschaftsministeriums Projekte durchgeführt, die die gemeinsame Verwaltung ökologisch wertvoller Flächen durch Behörden und lokale Bevölkerung beinhalten. Aufgrund der guten Erfahrungen wurde 2004 beschlossen, mit Unterstützung durch die United States Agency for International Development das Nishorgo Support Project (NSP) zu starten. Ziel des Projekts ist es, ausgewählte Naturschutzgebiete und Pufferzonen in ihrer Umgebung gemeinsam mit der Bevölkerung zu verwalten. Die Verwaltung des Chunati Wildlife Sanctuary und seiner Umgebung war eines von fünf Pilotprojekten. Die Pilotprojekte sollten Modelle für die gemeinsame Verwaltung der Schutzgebiete entwickeln. Ein Kernziel war die Schaffung von alternativen Einkommensquellen für die Bevölkerung, um eine Beeinträchtigung der Schutzgebiete durch die andauernde nicht nachhaltige wirtschaftliche Nutzung zu beenden. Der Aufbau oder die Erweiterung der Infrastruktur in den Schutzgebieten soll ihrer Verwaltung und den erwarteten Besuchern dienen. Schließlich gehörten zu den Aufgaben der Entwurf und die Durchführung eines Programms zum Habitatmanagement und zur Renaturierung bereits geschädigter geschützter Gebiete.
Im Chunati Wildlife Sanctuary und seiner Umgebung liegen siebzig menschliche Siedlungen, die zu 15 Dörfern zusammengefasst sind. 24 dieser Siedlungen befinden sich innerhalb des Schutzgebiets, 13 außerhalb aber in unmittelbarer Nähe seiner Grenze, und fünf liegen weniger als fünf Kilometer vom Schutzgebiet entfernt. Bei der Volkszählung 1996 lebten 21.428 Menschen in 3492 Haushalten der Gegend, die meisten von ihnen waren Muslime, jeweils nur wenige Prozent Buddhisten und Hindus. Mit 65 Prozent war die Analphabetenrate deutlich höher als im Landesdurchschnitt, nur neun Prozent besuchen eine weiterführende Schule und zwei Prozent absolvieren ein Studium. Mädchen besuchen meist eine Madrasa. 2009 lebten bereits 50.000 Menschen in etwa 9.400 Haushalten in und um das Schutzgebiets und waren von dessen Ressourcen abhängig. So leben zehn Prozent vom Sammeln von Brennholz, das Sammeln anderer Produkte als Holz wie Heilpflanzen, Früchte, Kräuter, Pilze, Eier und Honig ist alltäglich. Mehrere Ziegelbrennereien in der näheren Umgebung gehören der lokalen Elite und bieten Arbeitsplätze, die im Unterschied zur Beschäftigung in der Landwirtschaft ganzjährig Beschäftigung und Einkommen bieten. Sie benötigen aber auch ganzjährig große Mengen von Feuerholz. Weiterer Bedarf an Holz besteht für Bauzwecke und die Möbelindustrie. Für die ärmsten Bewohner der Region ist ihre prekäre Situation der Grund für die Übernutzung der Ressourcen, und wenn erreichbare Wald abgeholzt ist, werden die verbliebenen Wurzeln ausgegraben und die Bodenerosion weiter verstärkt.
Das von 2004 bis 2008 laufende Projekt zur gemeinschaftlichen Verwaltung des Chunati Wildlife Sanctuary führte zur Gründung einer Reihe von Körperschaften auf lokaler Ebene, die mit Vertretern des Landwirtschaftsministeriums zusammen arbeiten. Nachfolgeprojekte werden bis heute durchgeführt. Das Ziel ist die Verwaltung des Schutzgebietes in einer Weise, die sowohl den Schutz der Biodiversität als auch das Interesse der Bevölkerung an einer wirtschaftlichen Nutzung der Ressourcen berücksichtigt. Eine der Maßnahmen zur Einbindung der Bevölkerung ist die Einrichtung von Community Patrol Groups, die aus Dorfbewohnern besetzt sind und innerhalb des Schutzgebiets Kontroll- und Überwachungsaufgaben wahrnehmen.
Ein 2006 veröffentlichter Managementplan nennt folgende Ziele:
- eine Strategie für den langfristigen Schutz der Biodiversität im Chunati Wildlife Sanctuary, die den Bewohnern eine nachhaltige Nutzung ausgewiesener Flächen erlaubt;
- der Aufbau von Partnerschaften mit allen Stakeholders und die gemeinsame Teilhabe an den Erfolgen des Projekts;
- der Schutz und die Erhaltung lebensfähiger Populationen von Wildtieren, einschließlich Elefanten;
- die bestmögliche Renaturierung von Flora und Fauna und die Wiederherstellung eines gesunden Naturwalds;
- die Förderung des Ökotourismus in geeigneten Bereichen und die Entwicklung einer entsprechenden Infrastruktur;
- das Schaffen von Möglichkeiten zur nachhaltigen Sicherung des Lebensunterhalts und die Fortbildung der lokalen Bevölkerung.[19]

## Erfolge
Eine Untersuchung aus dem Jahr 2008 kam zu dem Ergebnis, dass die an der nachhaltigen Nutzung der Ressourcen und der Verwaltung des Chunati Wildlife Sanctuary beteiligten Bewohner der Region rasch die Armut überwinden konnten, während unbeteiligten Dorfbewohnern dies nicht gelang. Dabei anerkannten alle Gruppen der Bevölkerung den Nutzen des Schutzgebiets. Neben dem unmittelbaren Nutzen wie nachhaltiger Holzeinschlag oder Fischerei wirkten sich auch die Schulung der Bevölkerung durch das Landwirtschaftsministerium und Maßnahmen wie die Bereitstellung besseren Saatguts aus. Ein weiterer Aspekt war der steigende sozioökonomische Status der Personen, die sich aktiv an den Schutzmaßnahmen beteiligten. Sie berichteten übereinstimmend von häufigeren und positiven sozialen Kontakten innerhalb ihrer Gemeinschaft.
Da die Beeinträchtigungen des Schutzgebiets durch seine Bewohner und die Bevölkerung der Umgebung andauerten wurde von 2012 bis 2015 ein Projekt durchgeführt, in dessen Rahmen Haushalten Möglichkeiten zur alternativen Sicherung des Lebensunterhalts geboten wurden. Mit technischer oder finanzieller Unterstützung der Behörden konnten Kleingewerbe wie die Aufzucht von Rindern und Ziegen, die Geflügelzucht, Obst- und Gemüseanbau, Geschäfte oder Dienstleistungsunternehmen gegründet werden. Es zeigte sich, dass sich bei den geförderten Haushalten die wirtschaftliche Lage deutlich besserte, und die Entnahme von Holz aus dem Schutzgebiet und andere Nutzungsformen deutlich zurückgingen. Zugleich nahmen Anzahl und Diversität der Bäume im Schutzgebiet leicht zu.
Die Einrichtung des Chunati Wildlife Sanctuary wird trotz der zahlreichen Defizite von regierungsnahen Stimmen, beteiligten Wissenschaftlern und zahlreichen befragten Mitgliedern der lokalen Bevölkerung als Erfolg bezeichnet. Es sei gelungen, mit der gemeinschaftlichen Verwaltung durch Ministerium und Bevölkerung den Verlust der Biodiversität zu stoppen und alternative Arbeitsmöglichkeiten zu schaffen. Andere Stimmen beklagen die durch Menschen verursachte fast völlige Zerstörung des 1990 noch vorhandenen Naturwalds, das fortdauernde Ignorieren der bestehenden Gesetze zum Schutz der Natur, und die Wirkungslosigkeit der 2012 verschärften Umweltgesetzgebung.

## Bedrohungen
Das Chunati Wildlife Sanctuary unterliegt wie die meisten Naturschutzgebiete in Bangladesch einer Reihe von Bedrohungen, die seinen Fortbestand in Frage stellen. Dabei wurden 2014 genannt:
- fehlende langfristige Finanzierung;
- illegaler Holzeinschlag und Schwarzhandel mit illegal geschlagenem Holz;
- nicht nachhaltige Nutzung der Ressourcen durch die lokale und regionale Bevölkerung, teilweise Bewohner des Schutzgebiets;
- illegaler Siedlungsbau im Schutzgebiet, auch durch Verzögerungen bei der juristischen Durchsetzung der Schutzbestimmungen gefördert;
- Tourismus, einschließlich Ökotourismus
- Korruption.[18][22]